# Tanarthrus vafer
Tanarthrus vafer är en skalbaggsart som beskrevs av Chandler 1975. Tanarthrus vafer ingår i släktet Tanarthrus och familjen kvickbaggar. Inga underarter finns listade i Catalogue of Life.